# David Ferreiro
David Ferreiro Quiroga (Ourense, 1º aprile 1988) è un calciatore spagnolo, centrocampista dell'Arenteiro.

## Caratteristiche tecniche
È un esterno destro.

## Carriera
È cresciuto nelle giovanili dell'Ourense.

## Palmarès

### Club

#### Competizioni nazionali
- Segunda División: 1

Huesca: 2019-2020